# Daon
Daon är en kommun i departementet Mayenne i regionen Pays de la Loire i nordvästra Frankrike. Kommunen ligger i kantonen Bierné som tillhör arrondissementet Château-Gontier. År 2022 hade Daon 533 invånare.

## Befolkningsutveckling
Antalet invånare i kommunen Daon
| Referens: INSEE |